# Élysée Logbo
Andy Élysée Logbo (* 6. Mai 2004 in Paris) ist ein französisch-ivorischer Fußballspieler, der aktuell beim Le Havre AC in der Ligue 1 spielt.

## Karriere
Andy Logbo begann seine fußballerische Ausbildung 2013 beim FC Gobelins Paris. Im Sommer 2016 wechselte er zum CFF Paris, wo er zwei Jahre lang spielte. Im Jahr 2018 unterschrieb er dann beim Le Havre AC. Dort kam er in der Saison 2021/22 bereits bei der U19-Mannschaft in der Coupe Gambardella und auch schon für die zweite Mannschaft in der National 3 zu Einsätzen. Im Sommer 2022 unterschrieb er seinen ersten Profivertrag bei Le Havre. Wenige Tage zuvor besichtigte er bereits die Sportstätten des FC Liverpool, da er zunächst dorthin wechseln sollte. In der Saison 2022/23 traf er bereits regelmäßig in der U19-Liga und bei dem Zweitteam. Gegen Ende der Spielzeit (36. Spieltag) wurde er gegen den FC Valenciennes eingewechselt und gab somit sein Profidebüt in der Ligue 2. Nach einem weiteren Einsatz für das Profiteam stieg er mit Le Havre als Meister in die Ligue 1 auf. Am ersten Spieltag der Folgesaison 2023/24 kam er auch direkt in der Ligue 1 zu seinem Debüt.

## Erfolge
Le Havre AC
- Meister der Ligue 2 und Aufstieg in die Ligue 1: 2023